# Tumulto dei Ciompi
Il tumulto dei Ciompi fu un'insurrezione verificatasi a Firenze tra il luglio e l'agosto del 1378 e motivata da rivendicazioni di natura economico-sociale. Iscritta al novero delle rivolte popolari del XIV secolo, i protagonisti furono gli operai salariati dell'Arte della Lana, da quel momento noti come "Ciompi", insieme ad altre componenti del cosiddetto "popolo minuto", ovvero lavoranti, garzoni e piccoli artigiani non affiliati alle Arti di Firenze (le corporazioni cittadine). La rivolta si verificò in un momento storico difficile per la città, caratterizzato da scontri tra guelfi e ghibellini, fallimenti bancari, sconfitte militari ed epidemie di peste.
Dal 1375, Firenze era impegnata nella guerra degli Otto Santi contro lo Stato Pontificio, il che aveva aggravato le tensioni tra il partito della Parte Guelfa, dominato dai magnati nobili, e il governo dei Priori, formato da rappresentanti delle Arti maggiori, ovvero i borghesi più ricchi. Il 18 giugno 1378, il Gonfaloniere di Giustizia Salvestro di Alamanno de' Medici propose una petizione per rafforzare gli Ordinamenti di Giustizia, che escludevano i nobili dal governo cittadino, provocando una reazione violenta sia da parte dei magnati sia delle Arti sostenute dal popolo minuto, sedata con difficoltà mentre il clima rimaneva teso. Nelle settimane successive, le fasce più umili della popolazione iniziarono a considerare l'idea di un'insurrezione per ottenere un riconoscimento politico. Il tumulto esplose il 20 luglio, quando si diffuse la voce che i Priori avessero arrestato e torturato alcuni cittadini sospettati di organizzare la rivolta. Gli operai della lana, i Ciompi, scesero per primi in piazza, seguiti presto da tutte le Arti con l'eccezione di quella della Lana. Due giorni dopo, i Priori abbandonarono il Palazzo che cadde in mano ai rivoltosi. Michele di Lando, un uomo del popolo, fu nominato Gonfaloniere di Giustizia e prese il controllo della città. Nei giorni seguenti, vennero istituite tre nuove Arti per includere anche gli operai della lana e furono introdotte riforme che garantivano la partecipazione di ogni ceto sociale nel governo.
Le tensioni si riaccesero quando il nuovo governo sembrò aver tradito il popolo minuto, tornato a sentirsi emarginato. Le Arti minori si distanziarono dall'Arte del Popolo di Dio (la nuova corporazione degli operai lanaioli) per gli obiettivi divergenti e, il 31 agosto, le Arti tradizionali, sostenute dal governo, attaccarono i Ciompi in Piazza della Signoria. Dopo una violenta repressione Firenze tornò sostanzialmente alla struttura politica e sociale antecedente.
Questi eventi ebbero un impatto significativo sulla popolazione fiorentina. Gli storici, sia dell'epoca che moderni, hanno fornito varie interpretazioni: alcuni hanno visto una manipolazione delle fasce più umili da parte dei poteri esistenti; altri hanno invece riconosciuto nei rivoltosi chiari obiettivi politici e una presa di coscienza sociale, anticipatrice dei futuri conflitti di classe tra capitale e movimento operaio.

## Premesse

### La politica e la società della Firenze del XIII-XIV secolo

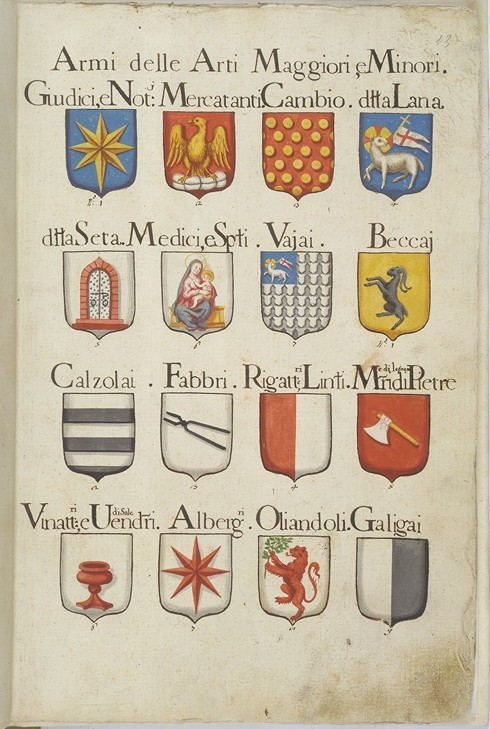
Stemmi di alcune Arti di Firenze

Nella seconda metà del XIII secolo, Firenze iniziò a distinguersi come una delle città più influenti e fiorenti d'Europa, grazie alle sue istituzioni bancarie e agli intensi scambi commerciali che si estendevano dalle opulente fiere della Champagne ai vasti mercati dell'Oriente. Sulla scia dell'Arte dei Mercatanti, fondata intorno al 1182 e nota anche come "Arte dei Calimala", nacquero nel tempo ventuno "Arti" (sette maggiori e quattordici minori), associazioni laiche che raggruppavano gli individui di una stessa professione o mestiere uniti per garantirsi protezione e perseguire obiettivi comuni. Furono proprio queste Arti a catalizzare lo sviluppo economico di Firenze durante tutto il basso Medioevo, tanto che divennero presto protagonisti della scena politica cittadina.
Nel 1282 venne istituito il Priorato delle Arti, noto anche come "Signoria", inizialmente composto da tre priori e successivamente da sei, scelti a sorte tra i membri di tutte le ventuno Arti. Con un mandato di due mesi e insieme al capitano del popolo, il Priorato deteneva il potere esecutivo e rappresentativo; in quel lasso di tempo, convocava inoltre i Consigli e sovrintendeva a tutti gli uffici della Repubblica fiorentina. Nel 1293, su iniziativa del priore Giano Della Bella, vennero approvati i cosiddetti Ordinamenti di giustizia, per i quali era richiesta non solo l'iscrizione formale a un'Arte per essere sorteggiati al Priorato, ma anche la pratica effettiva dell'attività professionale. Ciò servì per escludere dalle cariche pubbliche le famiglie nobiliari, iscritte in un registro dedicato alle famiglie ineleggibili. Nella sostanza, il governo di Firenze divenne un'oligarchia in mano alle Arti. Venne inoltre istituita la carica di Gonfaloniere di Giustizia, con il compito di far rispettare gli ordinamenti e punire chi minacciasse la stabilità del governo.

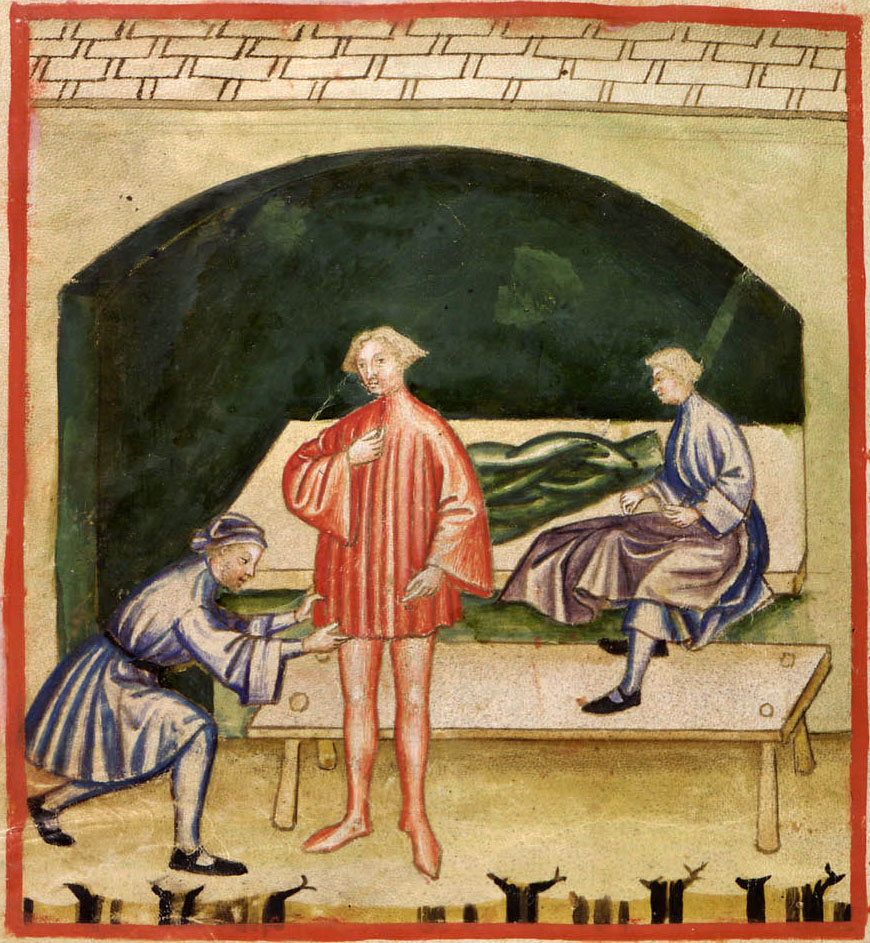
Una bottega della lana

Gli Ordinamenti di giustizia segnarono il trionfo del cosiddetto "popolo grasso", ovvero la borghesia benestante composta da cittadini facoltosi impegnati in professioni come banchieri, notai o commercianti impegnati nel redditizio settore dello scambio dei tessuti e della produzione di lana. Questo successo avvenne a scapito della classe nobiliare, i "magnati" o i "grandi", visti dalla popolazione delle Arti come una minaccia per la loro propensione alla guerra e alla tirannia e, pertanto, esclusi dai più importanti consigli cittadini.
Il governo della città si trovò sì saldamente nelle mani del Popolo, ma solo di chi faceva parte delle Arti. Al di fuori di questo gruppo rimanevano coloro che lavoravano per loro come dipendenti salariati, ossia garzoni, apprendisti, operai. Questi individui, spesso definiti con l'espressione "popolo minuto" o "gente minuta", costituivano la maggioranza della popolazione fiorentina e vivevano in condizioni di estrema povertà, privati di qualsiasi possibilità di partecipare al governo della città. Tra costoro, molti erano i lavoratori dell'Arte della Lana, che divenne la corporazione più influente a Firenze nel XIV secolo, superando quella dei Calimala negli anni precedenti.

### I Ciompi

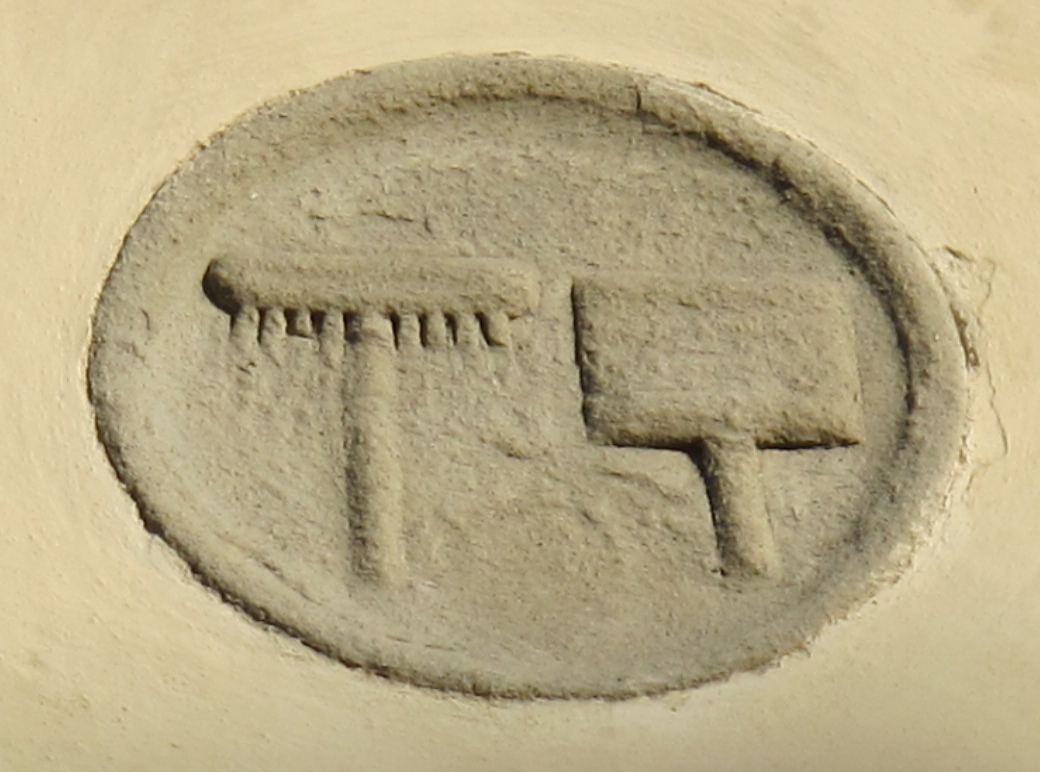
Stemma dei battilani, lavoratori della lana, posto sulla parete esterna della chiesa di Santa Maria dei Battilani

Tradizionalmente, nella Firenze medievale con il termine "Ciompi" si indicavano i salariati, cioè i lavoratori sottoposti nel settore della lavorazione della lana. Lo storico Alessandro Barbero, in un suo saggio del 2023, ha evidenziato come tale nome non fosse mai comparso nelle fonti prima degli eventi del 1378, anno in cui appare in alcune cronache anonime coeve. Gli appartenenti a questo gruppo non fecero mai riferimento a se stessi con tale termine, in quanto considerato dispregiativo, preferendo piuttosto definirsi "il Popolo di Dio".
I Ciompi, quindi, appartenevano al cosiddetto "popolo minuto", consistente in braccianti e operai, spesso immigrati dal contado per soddisfare la necessità di lavoro a basso costo. Una cronaca del tempo li identifica come « [...] una maniera di gente minuta: scardassieri, pettinatori, vergheggiatori, lavatori, purgatori e rivenditori ed altri membri...». Privi di qualsiasi forma di rappresentanza politica, le loro condizioni economiche erano caratterizzate da estrema precarietà. Assieme ad altri mestieranti più umili, si trovavano al vertice più basso della piramide sociale dell'epoca: non godendo di alcun peso politico, erano pertanto relegati a un ruolo marginale e, nei casi più gravi, vivevano al limite della sussistenza.
Si è ritenuto che l'etimo di "Ciompi" possa derivare dal verbo "ciompare", sinonimo di battere, picchiare, percuotere. Una delle operazioni iniziali della lavorazione della lana consisteva infatti nel batterla con un bastone, allo scopo di favorire il distacco dei mazzeri di pelo (nodi della lana o grumi di sporco presenti prima dei processi di lavorazione) e permetterne poi la cardatura; quelli che battevano, e dunque "ciompavano", venivano di conseguenza definiti Ciompi. Altri, invece, hanno proposto che possa riferirsi al modo di camminare degli operai, cioè zompi, zoppicanti e ricurvi.

## Antefatti

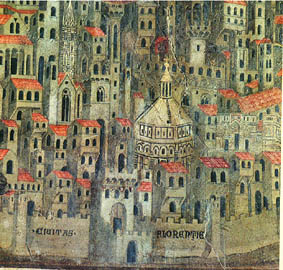
Firenze nel 1352

Il sistema politico fiorentino, che favorì l'emergere del "popolo grasso" e il prosperare dell'economia, non fu immune da difficoltà, soprattutto durante la crisi del XIV secolo che colpì tutta l'Europa. Una delle prime criticità emerse dall'esclusione della nobiltà dal governo cittadino, indebolendo Firenze sul fronte militare. Grazie alla loro esperienza bellica, gli aristocratici erano considerati esperti in materia di guerra, e la mancanza della loro componente ebbe conseguenze evidenti nella politica estera. La possibilità di armare il "popolo minuto" venne scartata per timore di rivolte, mentre il ricorso a truppe mercenarie, oltre a rilevarsi assai oneroso, si dimostrò spesso inefficace.
In aggiunta alle difficoltà nel difendere con le armi gli interessi cittadini, il prestigio del "popolo grasso" subì un declino a causa della grave crisi economica che afflisse Firenze. Nel 1343, tale precaria situazione risultò ulteriormente esacerbata per via del fallimento dei potenti banchieri cittadini, i Bardi e i Peruzzi, a causa del mancato pagamento dei prestiti concessi al re Edoardo III d'Inghilterra per finanziare la guerra dei cent'anni.

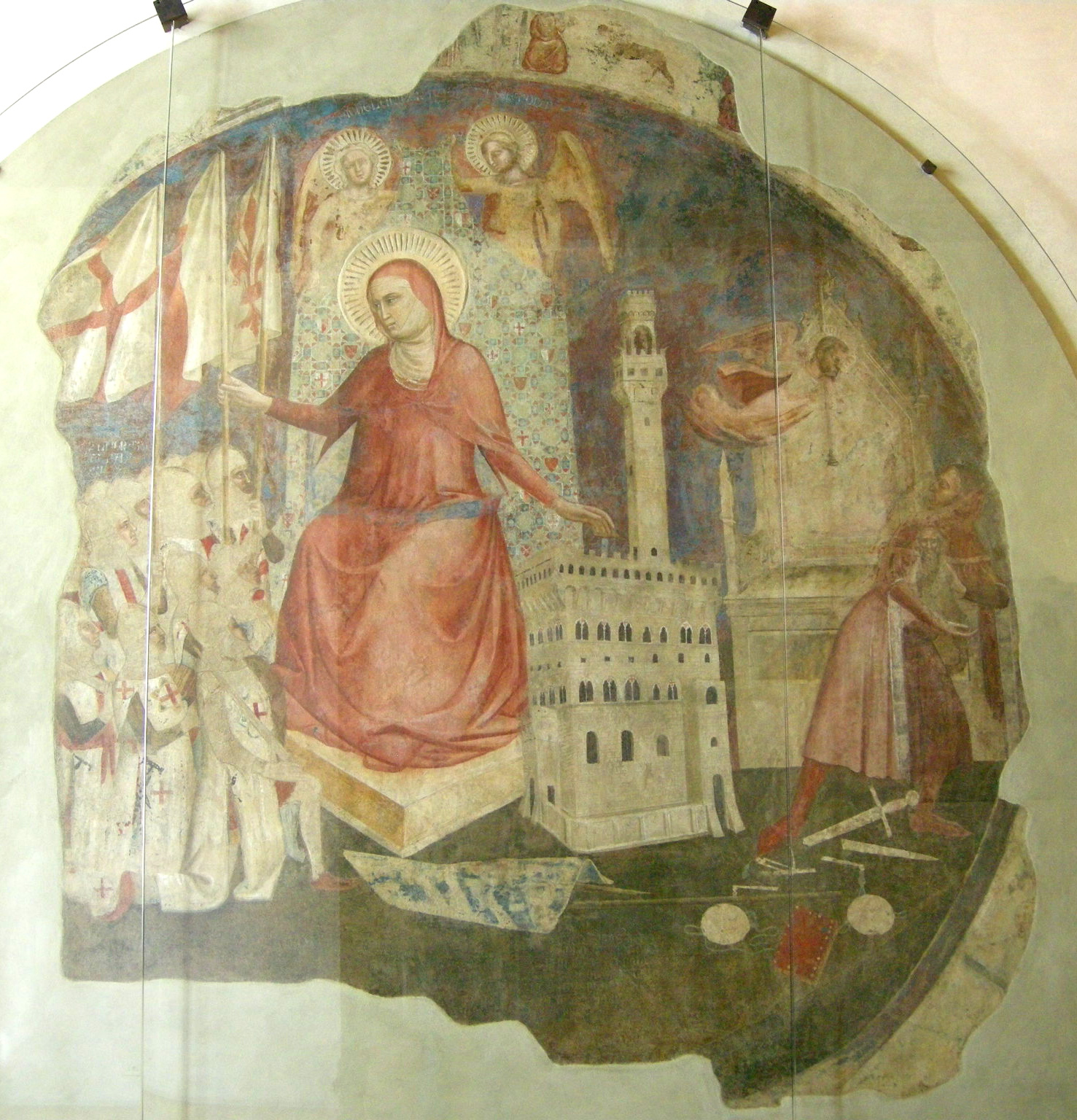
Cacciata del Duca d'Atene, affresco nel Carcere delle Stinche, ora in Palazzo Vecchio

Le difficoltà militari, l'instabilità economica e i conflitti incessanti con i ghibellini (Firenze era da molto tempo guelfa) portarono le autorità fiorentine a cercare una figura forestiera e neutrale come podestà; questa venne trovata nel nobile francese Gualtieri VI di Brienne, conosciuto come il duca d'Atene. Quest'ultimo adottò politiche aggressive e divisive, ottenendo il sostegno del "popolo minuto" e dei nobili, un'inedita alleanza basata sull'antipatia nei confronti del "popolo grasso". Tuttavia, le misure adottate dal Duca d'Atene a favore dei ceti subalterni e il suo auspicio di instaurare una signoria cittadina finirono per suscitare il malcontento degli aristocratici, che voltarono le spalle ai popolani e, insieme ai ricchi borghesi, lo cacciarono dalla città a soli dieci mesi dalla sua nomina.
L'allontanamento di Gualtieri e l'estromissione del popolo minuto non si rivelarono indolori. I primi tumulti si ebbero già nell'autunno dell'anno seguente, il 1344, venendo però prontamente soffocati, sebbene senza sopire del tutto il malcontento popolare. Nel maggio del 1345, il cardatore Ciuto Brandini organizzò uno sciopero delle adunanze per le vie della città, ma il tentativo di associare i propri compagni di lavoro in una "fratellanza" che raccogliesse le adesioni di operai e artigiani fallì: arrestato assieme ai figli il 24 maggio, fu mandato a morte per decapitazione. L'esperienza di Ciuto può essere considerata antesignana di quanto succederà poco più di trent'anni dopo nel tumulto dei Ciompi.

## Il tumulto

### Preludio: la petizione di Salvestro de' Medici

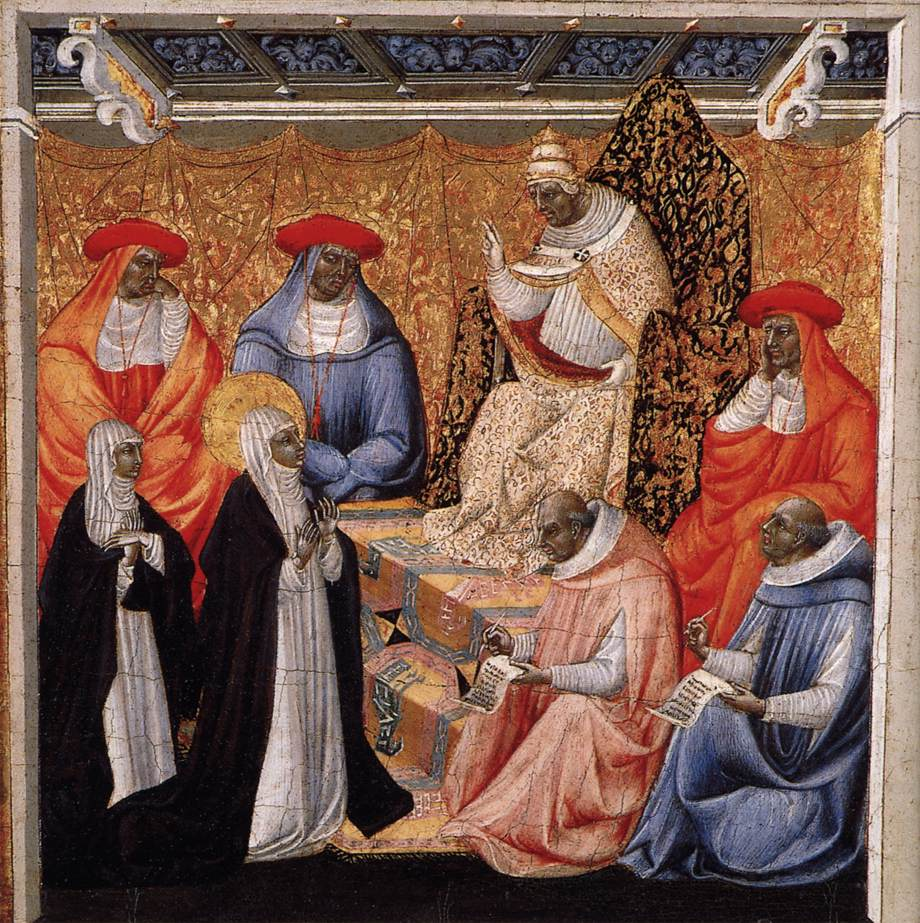
Caterina da Siena cerca di convincere papa Gregorio IX a tornare in Italia. L'effettivo rientro del pontefice sarà la causa della Guerra degli Otto Santi che metterà in crisi la politica fiorentina, preludio al tumulto del 1378

Nonostante l'istituzione degli Ordinamenti di Giustizia, i magnati non rimasero passivi nella politica fiorentina del Trecento e si radunarono in Parte Guelfa, una potente fazione che esercitava notevole influenza sulla politica cittadina. La Parte Guelfa aveva il potere di compilare elenchi di presunti ghibellini, chiamati "ammoniti", che venivano esclusi da incarichi pubblici e subivano pesanti conseguenze personali. Questo costituiva, a tutti gli effetti, un «formidabile strumento di controllo della politica cittadina» da parte dei nobili.
Nonostante Firenze fosse storicamente guelfa, nel 1375 scatenò una guerra contro il papa stesso, conosciuta come "guerra degli Otto Santi", a causa del tentativo di Gregorio XI di riconquistare l'influenza sull'Italia centrale dopo la parentesi avignonese. L'élite di governo fiorentina si divise tra la Parte Guelfa, contraria al conflitto, e i sostenitori dei cosiddetti "Otto Santi", una magistratura straordinaria creata per sovrintendere le operazioni militari e composta da esponenti delle Arti. Il successivo interdetto lanciato dal papa contro Firenze provocò gravi ripercussioni politiche ed economiche alla città, colpendo soprattutto le classi più basse, come i salariati, che videro il loro potere d'acquisto diminuire a causa della svalutazione del fiorino.
Nel 1378, la Parte Guelfa aumentò le "ammonizioni" contro i propri nemici, minacciando anche gli Otto Santi, che erano consapevoli di poter essere accusati di ghibellinismo a causa del loro coinvolgimento nella guerra contro il papato. Per tutta risposta, il Gonfaloniere di Giustizia e priore Salvestro di Alamanno de' Medici, schierato con gli Otto Santi, propose una petizione atta a ripristinare l'applicazione rigorosa degli Ordinamenti di Giustizia, resi poco efficaci dalle ripetute correzioni e precisazioni nel tempo. Vista l'opposizione della Signoria, formata principalmente da membri del popolo grasso, Salvestro si appellò alla Consulta del popolo, composta anche dalle Arti minori, ottenendo sostegno alla sua proposta; tuttavia registrò una decisa opposizione, con 73 voti contrari su 239. Molti storici hanno interpretato questa mossa alla stregua di un tentativo astuto di Salvestro di guadagnare l'appoggio delle masse popolari nel confronto con la Parte Guelfa, ravvivando antiche tensioni tra le classi sociali fiorentine.

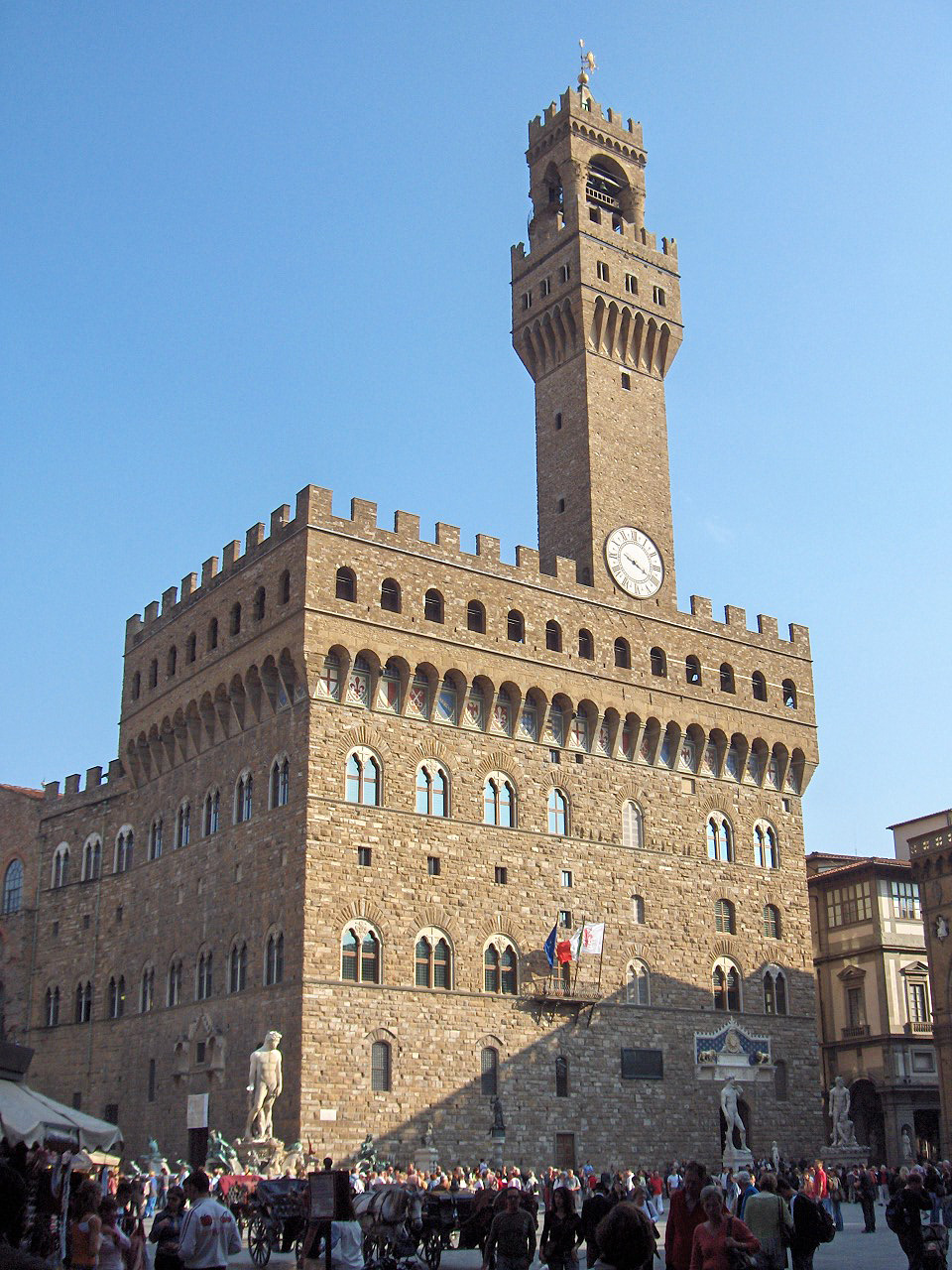
Palazzo Vecchio a Firenze, il palazzo in cui nel XIV secolo si riunivano i Priori

Quando i magnati vennero a conoscenza degli eventi in corso a Palazzo dei Priori (l'attuale Palazzo Vecchio), presero immediatamente le armi e si radunarono al palagio di Parte Guelfa, decisi a contrastare l'iniziativa di Salvestro. Tuttavia, questa reazione scatenò una catena di eventi che portò anche il popolo delle Arti maggiori e minori a armarsi e ad unirsi a difesa della petizione di Salvestro. Il 22 giugno, la folla si riversò in Piazza della Signoria e la situazione precipitò rapidamente, con la folla tumultuante che mise a fuoco le case di alcuni esponenti del Popolo Grasso, accusati di tradimento per la loro vicinanza alla Parte Guelfa. Tra le personalità di spicco assaltate rientravano Lapo da Castiglionchio, Piero degli Albizi, Carlo Strozzi, i Soderini, i Buondelmonti e i Guadagni. Alle Arti ribelli si unì anche il popolo minuto privo di rappresentanza (operai, salariati, lavoranti, ecc.), dandosi a saccheggi che coinvolsero anche monasteri di Santa Maria Novella, Santa Maria degli Angeli, Santa Croce.
Dopo le esecuzioni capitali di alcune rivoltosi, l'ordine in città fu ristabilito già la sera del 22 giugno, ma la tensione rimase palpabile. Nei giorni successivi, i magnati si rinchiusero nelle proprie case e le botteghe furono serrate. Il tradizionale palio di San Giovanni Battista del 24 giugno non si disputò, così come non si celebrò la festività del santo. Per evitare nuovi disordini, si assunsero alcune misure favorevoli ai dimostranti: il 25 giugno, gli ammoniti vennero prosciolti e, il giorno successivo, gli Ordinamenti di Giustizia tornarono ad essere applicati. Inoltre, vennero effettuati diversi arresti di individui sospettati di aver preso parte alla rivolta. Tuttavia, la situazione non poteva dirsi completamente stabilizzata. Il 1º luglio si sorteggiarono nuovi priori, ma la cerimonia avvenne in silenzio e senza il consueto suono delle campane, per evitare di provocare ulteriori agitazioni. Il popolo delle Arti Minori e il popolo minuto avevano ormai preso coscienza della propria forza, e «nelle convulse settimane successive costoro, riuniti in assemblee clandestine, pensarono a un'insurrezione per ottenere, per la prima volta nella storia della città, un riconoscimento politico e il diritto di potere accedere alle magistrature». Fu durante queste riunioni clandestine che si programmò, per il 20 luglio, una nuova insurrezione.

### 20 luglio 1378: inizio della rivolta

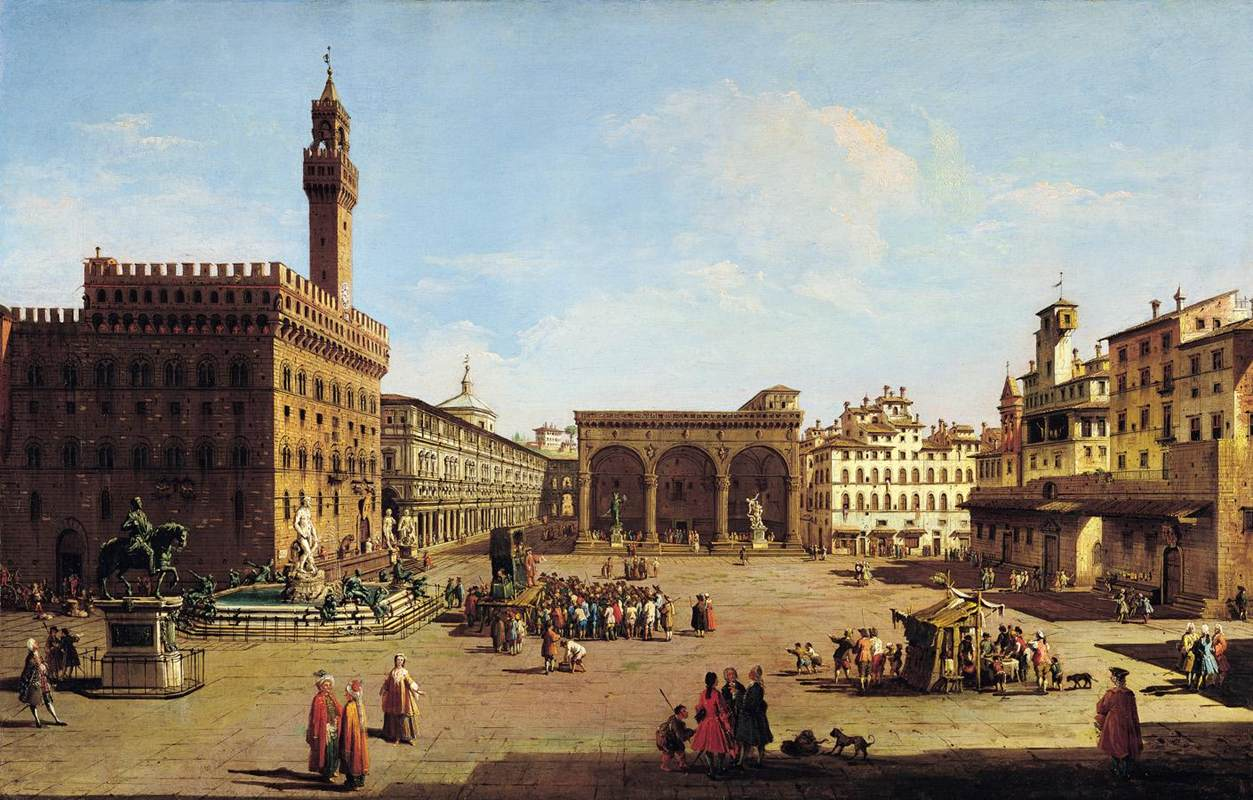
Piazza della Signoria in un quadro del XVIII secolo; la piazza (all'epoca chiamata "dei Priori") fu il principale teatro del tumulto dei Ciompi

Secondo quanto riportato dai resoconti dell'epoca, nelle prime settimane di luglio a Firenze regnava una calma apparente. Ai Priori riuniti in Palazzo Vecchio giunse la notizia che, il giorno successivo, il popolo minuto aveva intenzione di scendere in piazza armato per attaccare i centri del potere. Di conseguenza, i Priori procedettero a effettuare alcuni arresti tra coloro sospettati di essere coinvolti nella pianificazione della rivolta. Tra i reclusi rientrava un uomo chiamato Simoncino di Bartolomeo, detto "Bugigatto", che, sotto interrogatorio e sottoposto a tortura, confermò i piani per la sommossa, raccontando anche quali fossero le loro richieste. Questi eventi sono documentati grazie alla testimonianza diretta di Alamanno Acciaiuoli, uno dei priori che partecipò personalmente agli interrogatori.
Anche se l'interrogatorio si svolse in segreto, un orologiaio di nome Niccolò degli Oriuli, presente a Palazzo Vecchio per riparare l'orologio comunale, udì tutto. Appena ebbe l'opportunità, all'alba del 20 luglio, si mise a gridare per le strade di Firenze che i Priori stavano uccidendo gli arrestati, incitando così la "cattiva gente" (ovvero il popolo minuto) ad armarsi per difendersi. Questo evento fu il catalizzatore della ribellione: le campane delle chiese iniziarono a suonare a martello e il popolo minuto si radunò nell'attuale Piazza della Signoria armato. Un cronista anonimo raccontò: «e furono in sulla Piazza dei Signori e dissono "O voi ci rendete costoro, o noi v'arderemo nel Palagio". I rivoltosi gridavano "Viva il popolo e le Arti"». Erano circa le 9 del mattino, probabilmente poco prima di quanto precedentemente stabilito per dare inizio alla rivolta.
Già dalla sera precedente, i Priori avevano fatto schierare in piazza alcuni soldati mercenari (solo un'ottantina circa secondo le cronache, invece dei 230-250 sperati), ma, di fronte alla vasta folla, rimasero immobili, mentre le Arti, richiamate a gran voce dai Priori chiusi in Palazzo, non si fecero vedere quel mattino. Di conseguenza, la piazza venne conquistata dal popolo minuto, in particolare dagli operai della lana. Sembra che da quel momento in poi iniziarono ad essere chiamati i "Ciompi", sebbene tale termine fosse sostanzialmente dispregiativo e quindi mai adottato da loro stessi. Secondo la Cronaca fiorentina di Marchionne di Coppo Stefani, facevano parte di questa categoria gli «scardasseri, pettinatori, vergheggiatori, lavatori, purgatori e rivenditori ed altre membra».
I Priori, colti di sorpresa e spaventati dall'assenza di supporto dalle Arti, decisero di liberare Simoncino e gli altri arrestati, dopo un acceso dibattito interno. Tuttavia, ciò non bastò a calmare gli animi e la folla iniziò ad attaccare le case dei ricchi, considerati traditori. I capi della rivolta proibirono però i saccheggi, minacciando di impiccare chiunque si fosse lasciato coinvolgere. Poco dopo, pure le Arti minori si unirono alla sommossa, malgrado i loro obiettivi non coincidessero con quelli del popolo minuto, di cui condividevano comunque il risentimento verso il potere e gli abusi perpetrati dalla Parte Guelfa e dagli esponenti delle Arti maggiori. Gli insorti riuscirono ad assaltare la casa del nuovo Gonfaloniere di Giustizia, Luigi Guicciardini (eletto all'inizio di luglio insieme ai priori), e il palazzo dell'Arte della Lana, dove l'Ufficiale Forestiero, incaricato di amministrare la giustizia penale all'interno dell'arte e quindi molto impopolare tra gli operai, riuscì a malapena a scappare.
La giornata del 20 giugno si concluse con festeggiamenti tra gli insorti e con un evento insolito: la nomina di oltre sessanta nuovi cavalieri da parte del popolo, una pratica solitamente riservata alla nobiltà, ma che in quel contesto potrebbe essere stata vista come un riconoscimento della sovranità popolare. Tra coloro che vennero addobbati a cavaliere vi furono anche Salvestro de' Medici e Luigi Guicciardini.

### I due giorni seguenti e la presa del Palagio

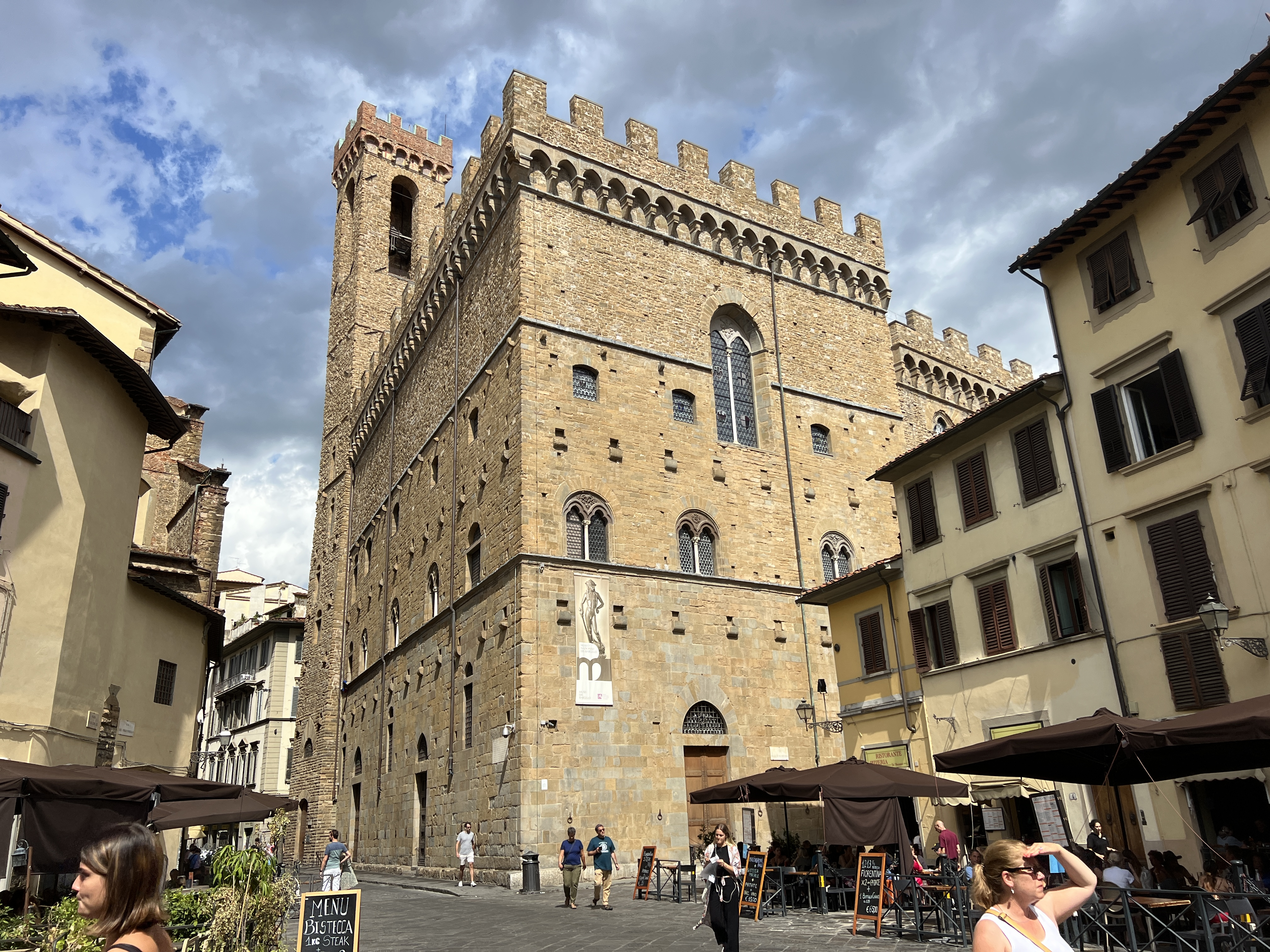
Il Palazzo del Podestà, oggi conosciuto come Palazzo del Bargello a Firenze

Calata la sera, la folla si dirigeva al di là dell'Arno, dopo aver attraversato il ponte Rubaconte (oggi noto come ponte delle Grazie). Durante gli scontri, alcuni ribelli erano riusciti ad assaltare la residenza dell'Esecutore di Giustizia e a impadronirsi del suo Gonfalone, poi spostato e attentamente sorvegliato nel palazzo di messer Stefano di Broye. Nell'epoca medievale, le bandiere rivestivano un ruolo di grande importanza: servivano da segnale per le truppe in battaglia, identificavano i quartieri cittadini e rappresentavano il governo locale. Possedere il Gonfalone del Gonfaloniere di Giustizia conferiva alla folla un senso di legittimità come rappresentante del comune. Nel frattempo, continuavano presso la chiesa di San Lorenzo le riunioni di 20-30 Ciompi per preparare le richieste, che si sarebbero poi formalizzate in forma di "petizioni" da presentare ai Priori.
Il giorno successivo, il 21 luglio, trascorse senza eventi rilevanti a causa di un violento temporale che impedì qualsiasi azione, portando i Priori a sperare che la folla si sarebbe dispersa. Tuttavia, ciò non avvenne e il 22 luglio i Ciompi erano ancora padroni della piazza. Invitata ogni altra Arte a unirsi a loro, la richiesta fu accettata da tutte tranne che da quella della Lana, che, come annota lo storico Alessandro Barbero, «coerentemente si dissociò dall'insurrezione dei propri operai». Si stima che circa 10000 manifestanti fossero scesi in piazza. Successivamente venne assaltato il Palazzo del Podestà (oggi noto come Palazzo del Bargello); dopo aver permesso al Podestà di fuggire incolume, nonostante ci fossero stati morti e feriti tra i rivoltosi e i difensori, la bandiera dell'Arte dei Fabbri (raffigurante due tenaglie) fu issata sulla sommità del palazzo, mentre alle finestre si appesero le insegne di tutte le altre Arti, tranne quella della Lana. Durante l'assalto, numerosi documenti contenuti nel palazzo finirono in fiamme con l'intento preciso di eliminare tracce di debiti e processi pendenti che coinvolgevano i rivoltosi.
Stabilito nel Palazzo del Podestà il loro quartier generale, il popolo insorto presentò finalmente le sue petizioni ai Priori, che erano state preparate la sera precedente. Furono fondamentalmente due, una avanzata dalle Arti e una dal popolo minuto, segno che, nonostante fossero scesi in piazza insieme, i due gruppi non apparivano così uniti. I rappresentanti delle Arti chiesero in particolare che fossero ripristinate e rispettate le precedenti disposizioni degli Ordinamenti di Giustizia, volte a limitare il potere della Parte Guelfa, e che coloro che erano stati "ammoniti" fossero reintegrati negli uffici pubblici. Le richieste del popolo minuto furono invece più articolate: oltre a domandare alcuni sgravi fiscali, la sospensione dei procedimenti penali contro di loro e la concessione, a spese del comune, di un luogo dove tenere le proprie assemblee, chiesero soprattutto di potersi costituire in una propria Arte e che due Priori fossero scelti tra di loro. Si pretese, infine, il diritto che la carica di Gonfaloniere di Giustizia spettasse a turno anche a loro e si chiese l'abolizione dell'ufficiale forestiero della Lana, a cui era conferita l'autorità penale sui ceti più umili. Al di là di tali richieste, si deve notare che per la prima volta il nome del popolo minuto comparve in un atto pubblico ufficiale, sancendo in questo modo una concretezza politica mai avuta prima.
Nel frattempo, tra i Priori rinchiusi nel Palazzo Vecchio da due giorni regnava la paura e l'incertezza sulle azioni da intraprendere. Già in tarda mattinata le petizioni richieste dalla folla furono accettate, ponendo la Signoria in una difficile situazione, in quanto si trovava costretta ad applicarle sotto la minaccia delle migliaia di Ciompi radunatisi in piazza. Il Priore Guerriante Marignolli, fingendo di comunicare al popolo l'approvazione delle richieste, fuggì rifugiandosi a casa, contravvenendo così all'obbligo di risiedere nel Palazzo per tutto il mandato. Ciò generò confusione nel governo e, progressivamente, anche gli altri magistrati, inclusi il Gonfaloniere di Giustizia, decisero di ritornare alle proprie abitazioni. Senza la presenza dei Priori, le porte del Palagio furono aperte e il popolo vi fece ingresso senza spargimento di sangue. L'unica vittima fu l'odiato bergello, messer Nuto, che nel suo ruolo di funzionario di polizia non si era risparmiato nel perseguitare i popolani; scovato dalla folla, venne impiccato per i piedi e il suo corpo «tutto tagliato per pezzi; il minore pezzo non fu oncie sei».

### Il governo di Michele Lando

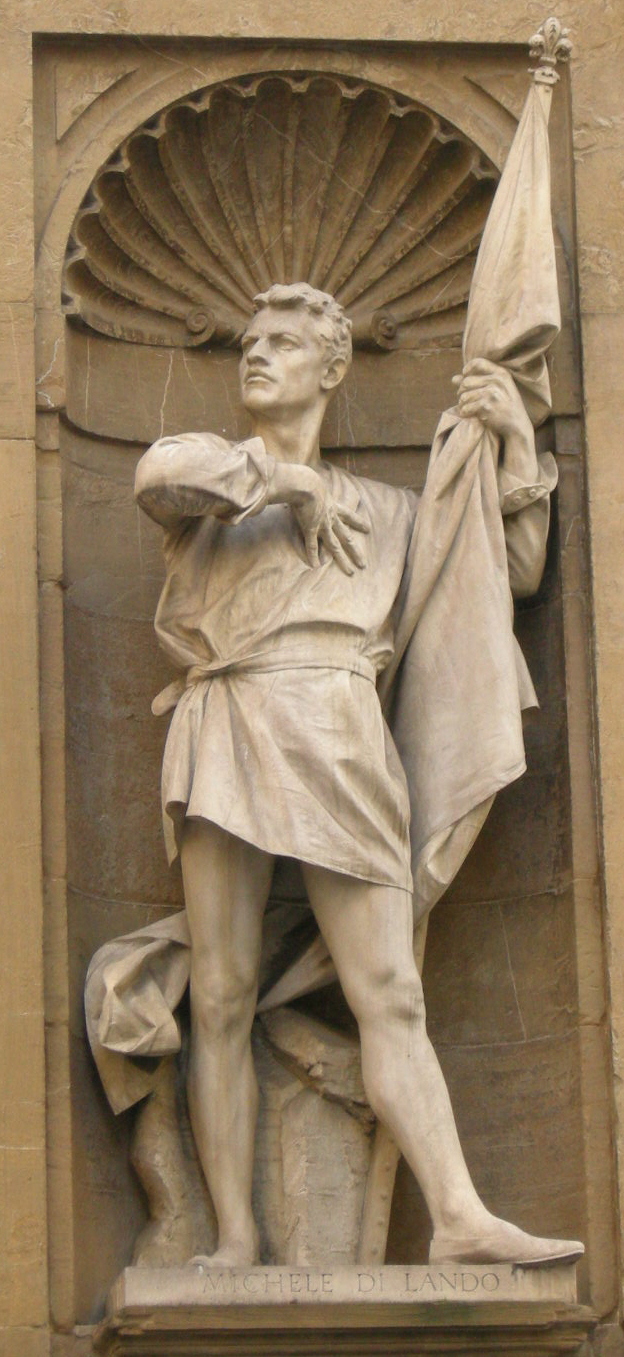
La statua di Michele di Lando presso la Loggia del Mercato Nuovo, Firenze

Dopo la caduta dei Priori, Firenze si trovò senza un governo costituito. Il 22 luglio, quando i rivoltosi presero il controllo del Palazzo Vecchio, avevano in loro possesso il Gonfalone di Giustizia, che era nelle mani di un tale chiamato Michele di Lando, identificato come un lavoratore della lana o forse un modesto capo di operai. Gli insorti decisero sorprendentemente che sarebbe stato proprio lui a ricoprire la carica di Gonfaloniere di Giustizia. Il cronista Alemanno Acciaiuoli raccontò:
Nella sua cronaca, ser Nofri racconta dettagliatamente che, durante l'entrata del popolo al palazzo, «Michele di Lando disse "volete che io faccia i fatti vostri?" il popolo che era alla ricerca di una guida gli rispose "sì", "Ora datemi questo gonfalone e seguitemi [...] ". E così prese il gonfalone e venne seguito». Questo gesto è interpretato da alcuni storici, come Victor Rutenburg, come parte di un piano orchestrato dal Popolo Grasso, il quale deliberatamente aveva fatto in modo che il gonfalone finisse nelle mani di Lando, infiltrato tra i rivoltosi, per perseguire i suoi fini. Ad ogni modo, senza Priori, Lando si trovò a governare la città da solo per circa due giorni; le cronache riportano che «così tutto quello dì, infino all'altro dì a mezza nona, si può dire che questo Michele di Lando, pettinatore, fosse Signore di Firenze per XXVIII ore più», aggiungendo che questo sarebbe stato un «castigo di Dio» contro la città colpevole di aver mosso guerra contro il papa. Designato tra i Sindaci rappresentanti del popolo minuto la sera prima a San Lorenzo, poco si sa di Lando; figlio di monna Simona, una venditrice di frutta e stoviglie nei pressi delle Stinche, sembra che al momento del tumulto avesse circa trentacinque anni.
Come detto, la Signoria esclusiva di Lando durò solo per un paio di giorni, poiché si decise immediatamente di nominare tutti gli organi costituzionali del governo fiorentino. Prima di tutto, il Parlamento generale fu convocato per ratificare ufficialmente l'abbandono dei precedenti Priori. Ne vennero poi nominati di nuovi, questa volta rappresentativi di tutte le classi sociali: tre erano scelti tra le Arti maggiori, tre tra quelle minori e tre (per la prima volta) tra il popolo minuto. Lando mantenne per sé il gonfalonierato. Per salvaguardare il nuovo assetto istituzionale nato dalla rivoluzione, venne costituita una milizia popolare composta da 1500 balestrieri, suddivisi in drappelli da venticinque ciascuno, scelti tra il popolo minuto e sovvenzionati dal Comune. Tuttavia, la loro paga giornaliera di tredici soldi appariva ben al di sotto della minima paga di un Ciompo, circostanza la quale influenzò negativamente la loro efficienza, tanto che molti di essi finirono addirittura per dare in pegno le proprie armi agli usurai pur di potersi sfamare.
In seguito, si procedette a realizzare uno degli obiettivi più importanti perseguiti dal popolo minuto, cioè la creazione di un'Arte che li rappresentasse. Date le diverse figure presenti nel popolo minuto, si optò per la creazione di tre Arti: l'Arte dei Farsettai, l'Arte dei Tintori e l'Arte dei lavoratori della Lana. Era quest'ultima la più significativa, in quanto comprendeva la maggioranza di coloro che avevano partecipato alle proteste, i Ciompi, che si facevano chiamare anche l'"Arte del Popolo di Dio". Le tre nuove Arti raggruppavano complessivamente circa 13000 persone.
Tutte e tre le nuove Arti si fregiarono di uno stemma distintivo: i lanaioli adottarono quello di un angelo con la spada sguainata, lo stesso utilizzato trentacinque anni prima dagli stessi operai della lana riconosciuti dal governo del duca d'Atene, Gualtieri. Gli insigniti dell'Arte dei Tintori, invece, adottarono uno stemma con una mano che reggeva una spada con l'iscrizione "giustizia", mentre quelli dell'Arte dei Farsettai optarono per una mano con un ramo di ulivo e un panno rosso su sfondo bianco. Poco si sa dell'organizzazione di queste nuove Arti, poiché gli statuti andarono distrutti dopo la loro soppressione nell'ambito di una sorta di processo di damnatio memoriae. A quel punto, «riplasmata la comunità delle Arti, vennero dettati nuovi criteri per le procedure elettorali, con una ripartizione paritaria delle cariche fra i tre gruppi che ora formavano l'insieme delle corporazioni fiorentine: le 7 maggiori, le 14 minori e le 3 neocostituite».
Rimanevano infine soltanto da nominare tutti gli altri collegi e magistrature del complesso sistema di governo fiorentino. Dopo aver completato le operazioni di scrutinio o «squittìnio», come si usava dire nella Firenze dell'epoca, le campane cittadine suonarono a festa e si recitò il Te Deum. Il 26 luglio le botteghe ripresero, finalmente, le loro attività. Nei giorni successivi, il governo si adoperò per attuare una serie di riforme a favore del popolo minuto, tra cui la soppressione della gabella sul grano e sulla farina, la riduzione della pressione fiscale, il controllo sulla svalutazione delle monete con cui venivano pagati i salari e l'abolizione dell'ufficiale forestiero dell'Arte della Lana, figura particolarmente odiata dagli operai. Avendo il sospetto che i lanaioli stessero pianificando una serrata, con un decreto del 3 agosto venne loro imposto di mantenere una produzione minima di 2000 panni al mese, «sotto gran pena».
Nonostante le iniziali promesse, la situazione a Firenze rimase instabile. Il governo fu costantemente vessato dalle crescenti richieste del popolo minuto, mentre lo stesso Michele di Lando fu criticato sia per la sua vicinanza ad alcuni membri del popolo grasso (in particolare Salvestro de' Medici), che per un atteggiamento considerato troppo moderato da molti, che giunsero a considerarlo un traditore. Screditato agli occhi degli operai che avrebbe dovuto rappresentare, il gonfaloniere iniziò ad adottare misure repressive contro l'escalation di violenza che essi scatenavano contro la nobiltà. Inoltre, anche il popolo delle vecchie Arti, mai del tutto convinto della rivoluzione che aveva comunque sostenuto, manifestò sempre più il proprio malcontento, mettendo in dubbio «se avessero fatto bene ad affidare il governo a dei poveracci» i cui obiettivi erano spesso contrastanti. Complicando ulteriormente il quadro complessivo, nonostante le disposizioni del governo, molti lanaioli riuscirono a chiudere le botteghe, lasciando il popolo senza salario e in condizioni di estrema necessità. «La posizione dei Ciompi, che erano riusciti a dar vita ad un governo in cui per la prima volta sedevano i loro rappresentanti, risultava adesso estremamente complessa. Il tentativo di raggiungere l'uguaglianza venne frustrato, la loro illusione di una possibile collaborazione dei popolani grassi con quelli minuti risultò infondata. I Ciompi si trovavano ora a dover scegliere tra la morte per fame ed una nuova lotta».

### L'epilogo di fine agosto

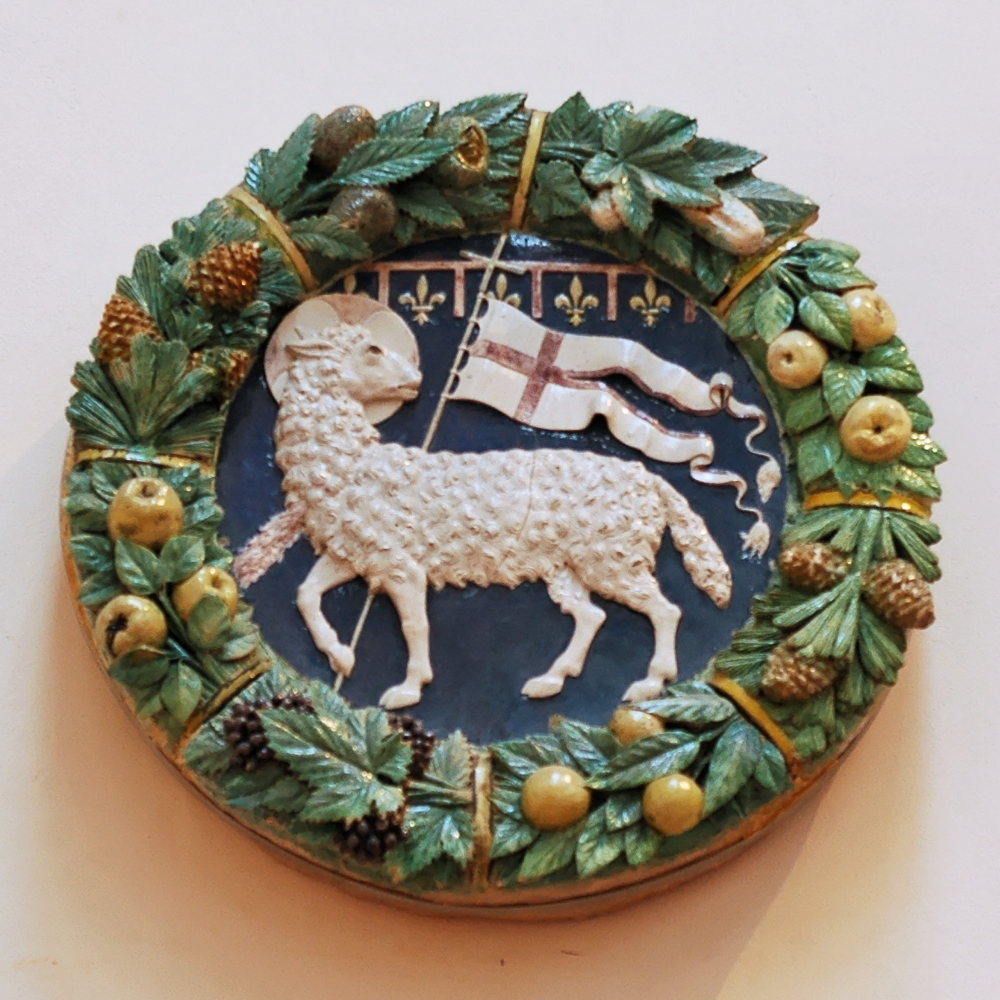
Stemma dell'Arte della Lana, Museo dell'Opera del Duomo, Firenze

Il popolo, insoddisfatto della situazione politica e sospettando di essere stato tradito dallo stesso governo che aveva contribuito a creare, ricominciò a riunirsi in assemblee segrete per discutere sul da farsi. In un giorno tra quelli immediatamente precedenti al 27 agosto, durante una di queste riunioni a cui partecipavano oltre 200 persone, venne formata una commissione di otto uomini noti come gli "Otto Santi del popolo di Dio", tutti provenienti dalla fazione più radicale dei Ciompi. Nelle loro intenzioni, l'obiettivo sarebbe stato quello di esercitare uno stretto controllo sul Consiglio dei Priori, creando una sorta di «governo ombra»: ogni decisione presa dai Priori sarebbe dovuta essere approvata dagli Otto Santi prima di essere ufficialmente adottata.
Il 28 agosto, gli Otto Santi del popolo di Dio si recarono alla testa di oltre 5000 Ciompi e artigiani ben armati verso il Palazzo dei Priori per presentare una nuova petizione alla Signoria. Oltre a richiedere l'ufficiale istituzione della commissione degli Otto Santi, questa conteneva anche una serie di altre proposte sviluppate nelle diverse riunioni svoltesi nel monastero di Santa Maria Novella nei giorni precedenti. Redatta dal notaio Agnolo Latini e dal maestro di scuola Guasparre del Ricco, la nuova petizione mirava «a istituire la supremazia dei Ciompi nella struttura repubblicana di Firenze stabilendo il loro controllo sul priorato corporativo, le cui decisioni dovevano appunto venire sanzionate dall'istanza suprema dei Ciompi, gli Otto Santi». Il corpus di proposte venne inizialmente accettato dai priori, probabilmente spaventati dal popolo armato, ma la sua reale applicazione non appariva, ancora una volta, scontata.
Il 29 agosto, si procedette all'elezione dei nuovi Priori che avrebbero dovuto assumere l'incarico a partire dal primo settembre. La procedura utilizzata per questa elezione fu alquanto insolita: quando i nomi dei candidati venivano estratti, questi venivano annunciati alla folla riunita davanti al Palazzo dei Priori, attraverso una finestra. A quel punto, i Ciompi presenti all'esterno potevano dare il loro consenso o rifiuto al candidato, influenzando così l'esito delle nomine. Sebbene questa modalità di selezione violasse apertamente le norme elettorali fino ad allora seguite a Firenze, essa permise ai Ciompi di esercitare un'ingerenza diretta sull'elezione dei nuovi Priori. È stato osservato che i Ciompi non mirassero a instaurare un loro governo, ma perlomeno di un esecutivo a loro favorevole che, nelle loro intenzioni, si sarebbe sottomesso al controllo degli Otto Santi del Popolo di Dio. Alla fine, la nuova composizione del priorato rifletteva una certa diversità. I Priori eletti includevano due Ciompi, Bartolo(meo) di Iacopo detto Baroccio e Giovanni di Domenico detto Tria, un rappresentante delle nuove Arti, Bennincasa di Francesco, un lanaiolo, un mercante, due ricamatori, un calzolaio e due fabbri.
Il lunedì 30 agosto, tre rappresentanti degli Otto si recarono presso i nuovi Priori con l'intenzione di ottenere l'applicazione della petizione precedentemente approvata. Ricorrendo alla forza, i Priori vennero costretti a giurare fedeltà al popolo minuto, ma incontrarono un fermo rifiuto soprattutto da parte di Michele di Lando. La mattina del 31 agosto, due rappresentanti degli Otto Santi tornarono al Palazzo della Signoria per ottenere il giuramento di quei Priori che il giorno prima si erano rifiutati di prestare fedeltà ai Ciompi. Di fronte a tali richieste, Michele di Lando reagì violentemente: prese una spada, ferì i due emissari e li fece gettare in prigione, mentre il notaio che li accompagnava riuscì a fuggire.
L'azione violenta di Michele di Lando provocò un notevole subbuglio nella piazza. Lo stesso di Lando, per sviare l'attenzione, accusò pubblicamente gli Otto Santi del Popolo di Dio di essere i veri traditori dei Ciompi, suggerendo che il loro intento fosse quello di minare la loro stessa fazione. I Priori, approfittando della situazione tesa, ordinarono che tutte le Arti fiorentine portassero i propri gonfaloni al Palazzo della Signoria in segno di fedeltà al governo. Tutte obbedirono, tranne l'Arte dei Ciompi, i quali, sempre più sospettosi riguardo alle azioni della Signoria, temette che consegnare il proprio gonfalone, il quale «simboleggiava tutti i loro diritti e le loro conquiste», potesse in realtà essere strumentale a un possibile complotto contro di loro.
Constatato il rifiuto, i Priori chiesero quindi alla folla radunata di dividersi secondo le proprie contrade di appartenenza. Questo stratagemma disorientò ulteriormente i Ciompi, che vennero così costretti a trovarsi fisicamente divisi tra di loro all'interno della piazza. I rappresentanti della vecchia oligarchia erano riusciti nell'intento di isolare la fazione dei Ciompi, sia politicamente ma anche materialmente sulla piazza; la rappresaglia contro di loro era così oramai pronta.

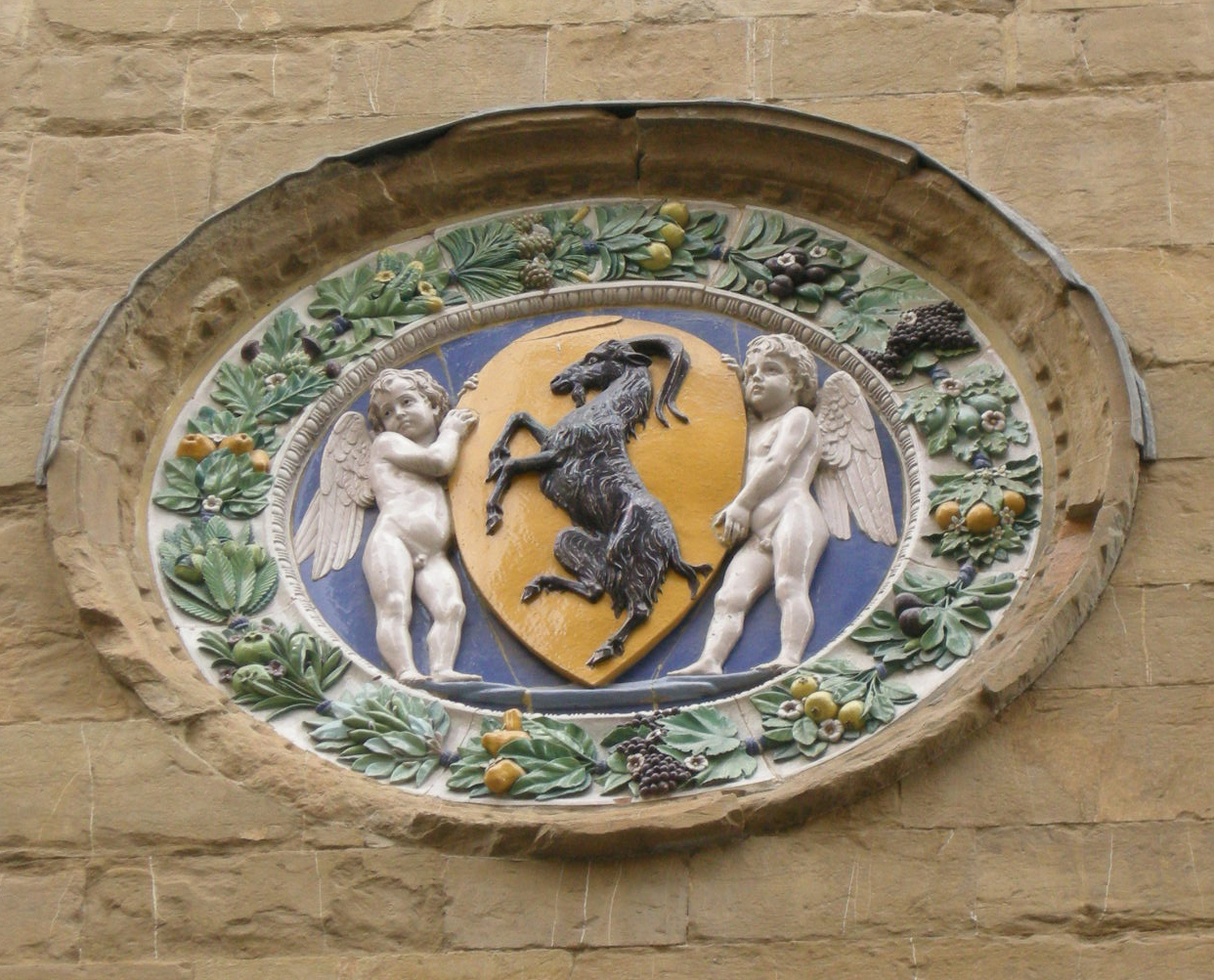
Stemma dell'Arte dei Beccai posto sulla chiesa di Orsanmichele nel centro di Firenze

I primi ad agire furono gli appartenenti all'Arte dei Beccai e Tavernai, che sbarrarono la strada ai Ciompi, ormai consapevoli della trappola in cui erano caduti. I macellai, abili con la mannaia, si avventarono contro di loro, mentre da Palazzo venivano bersagliati da frecce e pietre. Nella sua cronaca, lo Squittinatore offre una descrizione di questi sanguinosi avvenimenti:
Contro i Ciompi si schierarono anche le due nuove Arti dei Tintori e dei Farsettai, palesando così il tradimento verso coloro con cui avevano condiviso poco più di un mese prima la rivolta. Il giorno successivo, la sconfitta dei popolo minuto appariva oramai chiara: i due Priori che li rappresentavano si dimisero per salvarsi la vita, la milizia popolare fu disarmata e sciolta, mentre il gonfalone che li rappresentava venne gettato in piazza e calpestato. Abolita ufficialmente l'Arte del Popolo di Dio, Firenze si trovò nuovamente sotto il controllo delle Arti tradizionali (con la, momentanea, aggiunta di quelle dei Tintori e dei Farsettai tra le Minori). Come ebbe a dire un cronista dell'epoca, avverso alla causa del popolo minuto, «questo fine e corta vita di trentotto dì ebbe lo stato violento che lo chiamarono dei Ciompi».

## Eventi successivi
Sconfitti sul campo, i Ciompi dovettero affrontare una feroce repressione. La sera del 5 settembre, in una Piazza della Signoria gremita di soldati al fine di evitare ulteriori sommosse, vennero giustiziati due degli Otto Santi del Popolo che si erano recati dai Priori e che poi erano stati aggrediti da Michele di Lando. Il sacrificio di questi uomini fu celebrato per lungo tempo da parte del popolo minuto come quello di martiri. Nei giorni e nei mesi successivi, diverse altre persone coinvolte nella rivolta furono condannate a morte, benché molti riuscirono a fuggire.
Michele di Lando venne accusato di baratteria, ma poi assolto il 25 settembre dall'Esecutore di Giustizia. Successivamente, fu onorato con diversi incarichi e riconoscimenti, poiché, come riferiscono le cronache, aveva governato «con buon consiglio e con fortezza d'animo e corpo». Anni dopo, nel 1381, divenne capitano del popolo a Volterra.
Il nuovo governo bandì da ogni carica pubblica tutti coloro che avevano fatto parte dell'Arte dei Ciompi, relegando i loro membri a essere nuovamente chiamati come "sottoposti all'Arte della Lana". Il 10 settembre, tutte le bandiere delle altre Arti furono portate a Palazzo per poi essere restituite con una cerimonia. Le Arti dei Tintori e dei Farsettai, che erano sopravvissute alla caduta dei Ciompi, furono poi sciolte entro il 1382, e i loro membri inquadrati nell'Arte della Lana. Nello stesso anno, fu reintrodotto l'ufficiale forestiero della Lana, sebbene con poteri ridotti e senza la facoltà di ricorrere alla tortura. Il controllo delle grandi famiglie sulla vita politica di Firenze continuò fino alla metà del XV secolo, quando i Medici instaurarono, più tardi rispetto ad altre città italiane, una signoria cittadina de facto.

## Storiografia

Niccolò Machiavelli parlò del tumulto dei Ciompi nelle sue Istorie fiorentine

Nonostante tutto, o quasi, fosse tornato come prima del tumulto, gli eventi dell'estate del 1378 lasciarono un profondo solco nell'anima dei fiorentini, «il cui stato d'animo si trovò sospeso tra l'incredulità e il terrore come testimoniato dai numerosi resoconti che ci sono pervenuti».
Le cronache coeve, i cui autori appartenevano alle classi più elevate della società fiorentina, unanimemente presentano un giudizio avverso alla causa dei Ciompi con un sola eccezione, il cosiddetto "diario dello Squittinatore". La notizia circa l'esistenza di questo anonimo diario si ebbe grazie alla ricerca dello storico Pio Carlo Falletti, mentre l'attributo "dello Squittinatore" si deve a Giuseppe Odoardo Corazzini, per il fatto che l'autore fu di fatto presente allo squittinio (come all'epoca si chiamava lo scrutinio) di agosto. Mantenendo un atteggiamento apertamente filo-ciompiano, hanno destato particolare attenzione le commosse parole che egli dedicò alle vittime occorse tra le file del popolo minuto e, in particolare, ai giustiziati di settembre, di cui raccolse le ultime parole. Gli altri scritti contemporanei riservarono, come detto, tutt'altro giudizio. Se nella cronaca copponiana si afferma che il tumulto fosse stato un castigo di Dio per la partecipazione di Firenze alla guerra contro il papato, Alemanno Acciaiuoli nei suoi racconti non si risparmiò di affermare che i rivoltosi «si credevano certi di avere a riformare la città eglino, ma la speranza e il pensiero fallì loro, perché il popolo minuto volle essere signore lui». Anche Filippo Villani fornì una vivida descrizione del fallimento del tumulto: «i Ciompi se ne andarono sì come gente rotta, et senza capo et sentimento, perché si fidavano et furono traditi da loro medesimi». Nelle sue Istorie fiorentine, Niccolò Machiavelli raccontò la rivolta con una serie di didascalie e dialoghi inventati che riflettevano le posizioni dei protagonisti, mutuate attraverso il suo punto di vista e focalizzando la narrazione sull'opposizione tra i poveri e i ricchi come fondamento della rivolta. Nei secoli successivi, l'interesse verso il tumulto dei Ciompi scemò, con l'importante eccezione degli eruditi e storici settecenteschi Ludovico Antonio Muratori e Ildefonso di San Luigi Gonzaga.
I riflettori sulla vicenda tornarono ad accendersi verso la metà del XIX secolo, anche per via di alcune possibili similitudini con il tema dello scontro di classe che contraddistinse buona parte del dibattito sociologico e politico del tempo. A titolo di esempio, lo scrittore e patriota Gabriele Rosa se ne occupò nel 1848, mentre nel 1873 Louis Simonin presentò sul Journal des économistes una caratterizzazione socio-economica del tumulto. Alcuni anni dopo, Pio Carlo Falletti ne analizzò gli aspetti storico-sociali proponendo un giudizio negativo sui rivoltosi. L'impresa dei Ciompi non sfuggì nemmeno a Karl Marx, il quale la analizzò attraverso il racconto di Gino Capponi. Nel primo libro della sua opera Il Capitale, Marx osservò come il tumulto dei Ciompi fosse «perfettamente naturale, poiché con l'apparire dei rapporti capitalistici di produzione [...] iniziò la lotta degli operai salariati contro i loro sfruttatori». Nel 1904 Alfredo Doren, esperto di economia medievale, ne tratteggiò i tratti peculiari nella sua storia delle corporazioni fiorentine e dell'arte della lana (Studien aus der Florentiner Wirtschaftsgeschichte); nel 1934 Gino Scaramella, autore anche della relativa voce per l'enciclopedia Treccani, presentò un suo lavoro riguardo alle cronache sul tumulto. Altri lavori degni di nota risalenti alla prima metà del XX secolo furono quelli degli storici ed economisti Georges Renard, Romolo Caggese, Alfredo Oriani, Pietro Orsi, Niccolò Rodolico e Victor Rutenburg.

## Giudizio storico

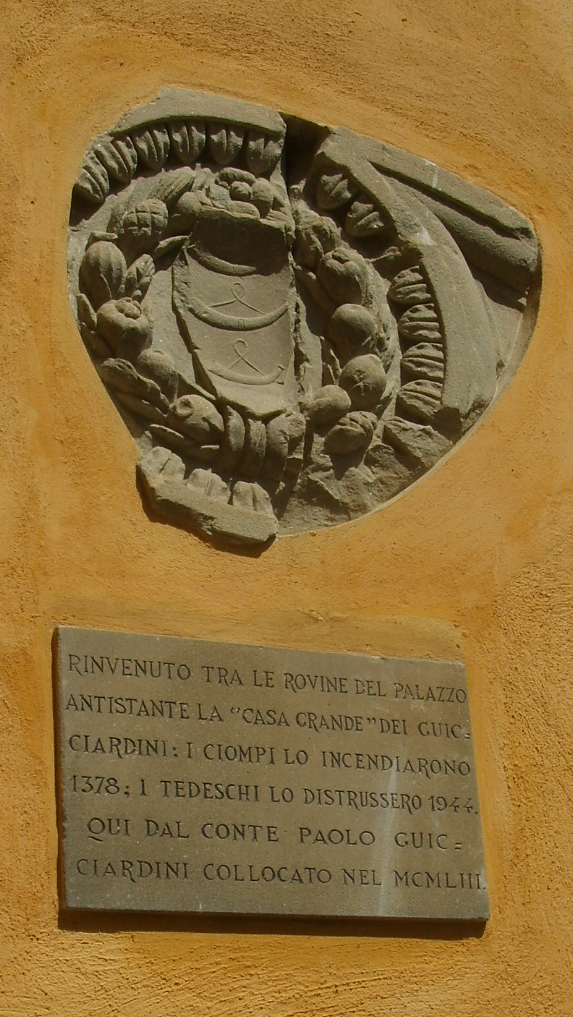
Iscrizione commemorativa presso il Palazzo Guicciardini che ricorda quando l'edificio fu saccheggiato nel 1378

Fin dall'inizio, il tumulto dei Ciompi è stato soggetto a varie interpretazioni da parte di cronisti e storici. In primo luogo è stata data un'interpretazione riguardo alla causa principale del fallimento dell'insurrezione, riconoscendolo nella sopravvalutazione delle proprie capacità da parte dei rivoltosi e, soprattutto, nella loro mancanza di esperienza politica rispetto al popolo grasso, che invece dal canto suo aveva maggiore dimestichezza con tali questioni.
L'attenzione, inoltre, si è fin da subito concentrata sul ruolo e alle ambizioni del popolo minuto negli eventi. Molti cronisti del tempo suggeriscono che i Ciompi furono usati come pedine dal popolo grasso per raggiungere i propri obiettivi. In particolare, è stato ipotizzato che il tumulto fosse stato in realtà il risultato di un piano orchestrato dalla magistratura degli Otto Santi della guerra, alla quale Salvestro de' Medici era vicino, in un periodo di difficoltà innescati dal conflitto contro lo Stato Pontificio e dalla forte opposizione del partito di Parte Guelfa. Lo storico sovietico Victor Rutenburg affermò che Michele di Lando, tra i protagonisti degli eventi, fosse in realtà un "infiltrato" al servizio del popolo grasso, incaricato di gestire il potere una volta che la rivolta avesse avuto effetto. La sua improvvisa e quasi casuale nomina a gonfaloniere, il presunto tradimento alla causa del popolo minuto e gli incarichi pubblici conseguiti dopo la rivolta sono tutti elementi portati dallo studioso che potrebbero avvalorare questa tesi.
Sempre seguendo tale linea interpretativa, gli studiosi si sono divisi in due filoni, ovvero tra chi lo ha considerato soltanto un episodio tra i tanti riconducibili alle lotte tra fazioni contrapposte (tipiche della vita comunale del Basso Medioevo), negando così agli insorti coesione sociale e coscienza politica, e tra chi vi ha scorto invece un'iniziativa autonoma dei ribelli. A supporto di quest'ultima tesi vengono considerate le petizioni presentate ai Priori, frutto di diverse assemblee segrete tenute prima dello scoppio del tumulto, le quali appaiono chiare e ben strutturate. Lo storico Alessandro Barbero, nell'introduzione del suo saggio del 2023 All'arme! All'arme! I priori fanno carne!, a proposito del tumulto dei Ciompi e delle altre rivolte popolari del XIV secolo, ha sottolineato che «per molto tempo gli storici hanno visto nel loro fallimento non solo la prova che i rivoltosi non avevano nessuna possibilità di riuscire, ma che non perseguivano neppure un obiettivo consapevole. Nulla di più falso: i rivoltosi sapevano quello che stavano facendo, avevano rivendicazioni precise e si battevano consapevolmente per realizzarle».